# Angeles City
Angeles City (Tagalog: Lungsod ng Angeles; Kapampangan: Ciudad ning Angeles) ist eine Stadt auf der philippinischen Insel Luzon. 

## Geografie
Die Metro Angeles ist die viertgrößte von zwölf Metropolregionen auf den Philippinen mit 915.365 Einwohnern (2007) auf einer Fläche von 581,07 km².
Die Stadt liegt ca. 80 (Straßen-)km nordwestlich der Hauptstadt Manila.
Nachbargemeinden sind Mabalacat im Norden, Mexico im Osten, San Fernando und Bacolor im Süden sowie Porac im Süden und Westen. 
Etwa 26 km westlich von Angeles City befindet sich der Vulkan Pinatubo. Etwa 16 km ostnordöstlich liegt der Vulkan Mt. Arayat. Die Entfernungs- und Richtungsangaben beziehen sich auf den zentral gelegenen und bekanntesten Stadtteil Balibago.

## Geschichte

### Seit der Gründung

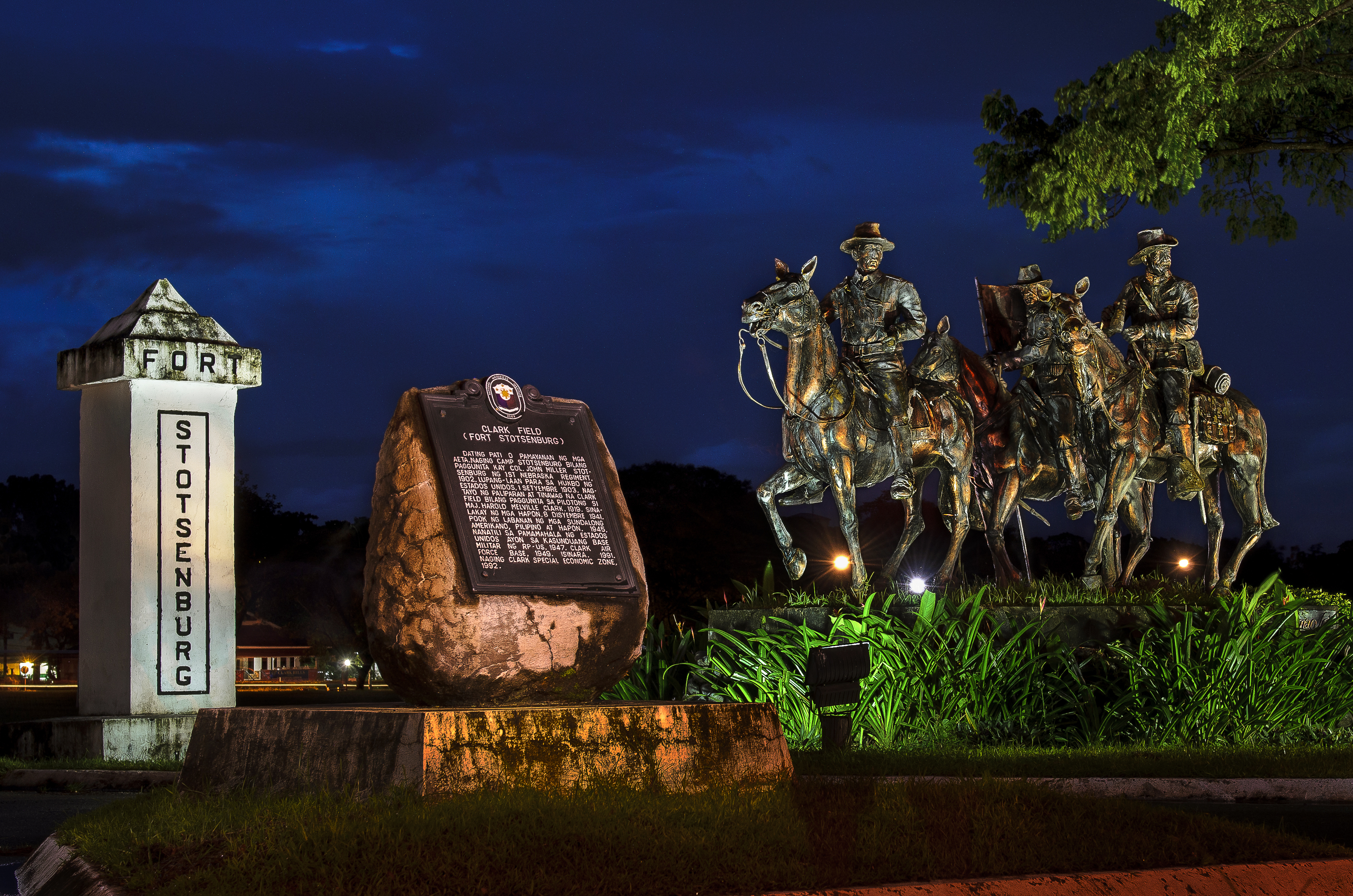
Fort Stotsenburg

1796 gründete der Bürgermeister von San Fernando, Don Angel Pantaleon de Miranda, zusammen mit seiner Frau und einigen Anhängern, eine neue Siedlung, welche aufgrund der ansässigen Weinsorte den Namen Kuliat bekam. Diese Siedlung wurde zunächst ein Stadtteil (barrio) von San Fernando, bis sie 1829 unabhängig und in Angeles umbenannt wurde.
Die Stadt blieb bis Ende des Zweiten Weltkriegs relativ klein, danach stieg die Einwohnerzahl stark. Während des Vietnamkriegs war die Clark Air Base die wichtigste Nachschub-Basis in Südostasien. Die US Air Force war noch bis 1991 in der Stadt stationiert.

### Ausbruch des Pinatubo und Auswirkungen
Am 15. Juni 1991 kamen bei einem Ausbruch des Vulkans Pinatubo ca. 900 Menschen ums Leben, eine Viertelmillion Menschen verloren ihr Eigenheim. 
Die US Army räumte daraufhin sowohl die Base in Angeles City als auch die in der Subic Bay. Die dort stationierten Soldaten verließen das Land. Der Philippinische Senat verlängerte die 1991 ausgelaufenen Pachtverträge (Militärstützpunkteabkommen) mit den USA daraufhin nicht. 
Die Wirtschaft von Angeles City wurde langfristig durch die Infrastrukturzerstörung und die fehlende Wirtschaftskraft der Militärbasis geschwächt.

## Politik
Verwaltungsstruktur
| Name                   | Einwohner (1. August 2015) |
| ---------------------- | -------------------------- |
| Agapito del Rosario    | 2.313                      |
| Amsic                  | 7.736                      |
| Anunas                 | 15.213                     |
| Balibago               | 32.291                     |
| Capaya                 | 8.280                      |
| Claro M. Recto         | 4.741                      |
| Cuayan                 | 4.852                      |
| Cutcut                 | 21.601                     |
| Cutud                  | 16.531                     |
| Lourdes North West     | 10.450                     |
| Lourdes Sur            | 4.772                      |
| Lourdes Sur East       | 4.656                      |
| Malabanias             | 23.034                     |
| Margot                 | 3.606                      |
| Mining                 | 2.492                      |
| Ninoy Aquino (Marisol) | 12.964                     |
| Pampang                | 16.198                     |
| Pandan                 | 14.901                     |
| Pulung Cacutud         | 18.413                     |
| Pulung Maragul         | 14.750                     |
| Pulungbulu             | 11.237                     |
| Salapungan             | 6.102                      |
| San Jose               | 4.785                      |
| San Nicolas            | 2.778                      |
| Santa Teresita         | 8.263                      |
| Santa Trinidad         | 4.980                      |
| Santo Cristo           | 4.443                      |
| Santo Domingo          | 14.378                     |
| Santo Rosario (Pob.)   | 3.515                      |
| Sapalibutad            | 8.854                      |
| Sapangbato             | 9.910                      |
| Tabun                  | 5.663                      |
| Virgen Delos Remedios  | 1.634                      |

Angeles City ist in 33 Baranggays aufgeteilt.
Der Stadtteil „Marisol Village“ wurde in „Ninoy Aquino“ umbenannt. 

## Kultur
Vergnügungsviertel
Neben den sogenannten Jeepneys und zahllosen Fastfoodrestaurants haben die Amerikaner in Angeles City speziell in den Stadtteilen Malabañas und Balibago ein riesiges Vergnügungsviertel hinterlassen. Auf der Fields Avenue reihen sich auf einer Länge von etwa 2 km Gogo-Bars, Kneipen, Biergärten und Hotels aneinander. 
Den größten Boom erlebte Angeles City 1992, als der regierende Bürgermeister von Manila im Vergnügungsviertel Ermita sämtliche Bars schließen ließ. Diese zogen teilweise in die 80 km entfernte Angeles City um. 
Schätzungen zufolge arbeiten mehr als 30.000 Frauen in den Clubs und Bars der Stadt.
Insbesondere in den Vergnügungsvierteln ist Kriminalität präsent, dennoch gehört Angeles City insgesamt zu den Städten mit der niedrigsten Kriminalität im Land.

## Wirtschaft und Infrastruktur

### Wirtschaft
Der ehemalige US Luftwaffenstützpunkt Clark Air Base wurde in eine Wirtschaftszone umgewandelt. 
Der Tourismus nimmt seit dem Ausbruch des Pinatubo wieder zu, obwohl sowohl die Preise als auch die Kriminalitätsrate sehr hoch sind.

### Verkehr
Straßenverkehr

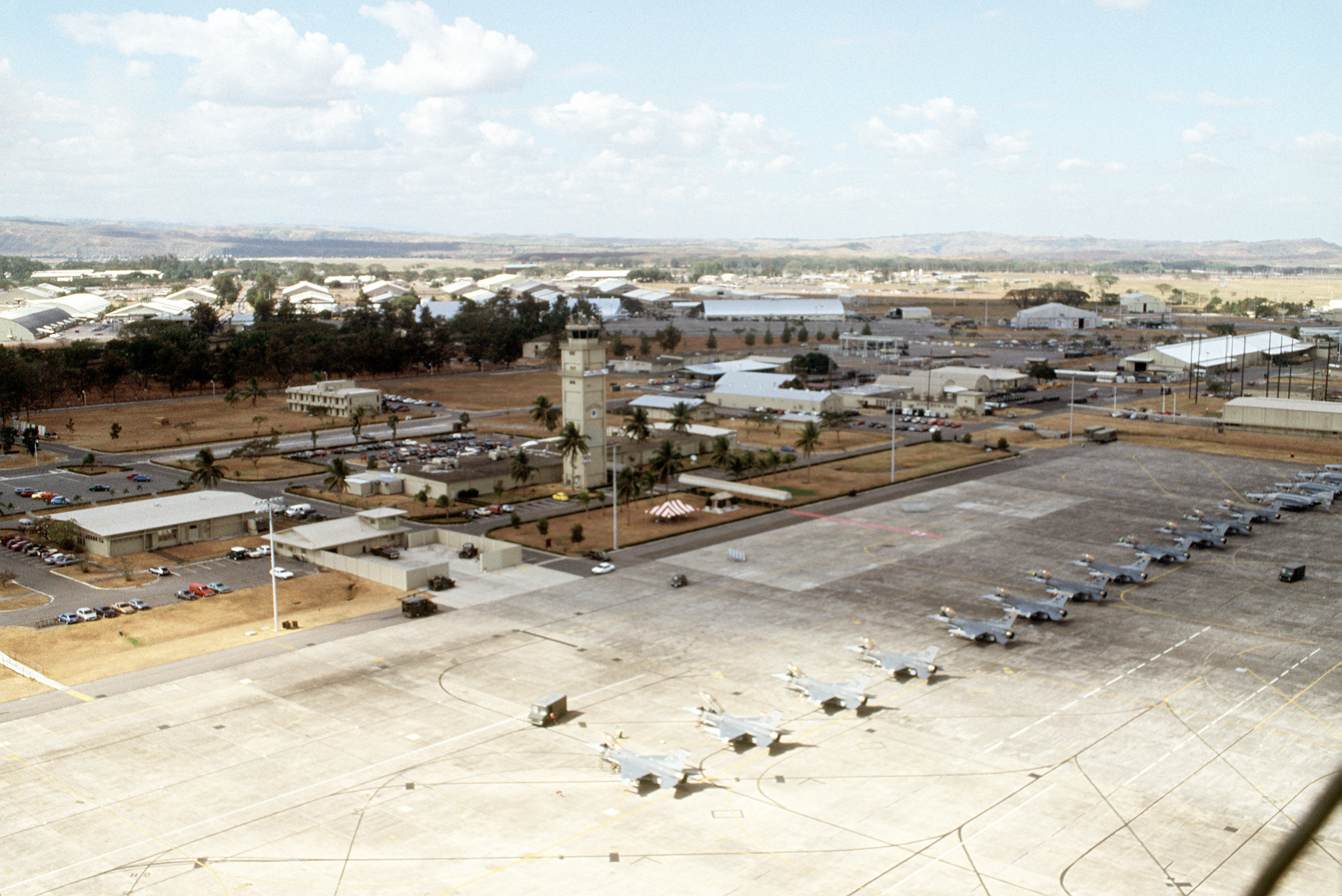
Clark Air Base 1990

Der Straßenfernverkehr ist angeschlossen über den North Luzon Expressway (NLEX, Verbindung nach Manila) und Subic-Clark-Tarlac Expressway (SCTEX). Letzterer ist eine Verbindung zur United States Naval Base Subic Bay im Südwesten und Tarlac City im Norden.
Luftverkehr
Aus dem Flugfeld der ehemaligen Clark Air Base wurde ein ziviler internationaler Flughafen, der zwischenzeitlich nach Diosdado Macapagal benannt war. 
Der heutige Clark International Airport fertigte 2017 mehr als 1.500.000 Passagiere ab.

## Söhne und Töchter
- Jay Cardell, Schauspieler
- Erika Von Heiland (* 1965), Badmintonspielerin
- Carmelo Lazatin (1934–2018), Politiker
- Vanessa Minnillo (* 1980), Moderatorin und Schauspielerin
- Victor Ocampo (1952–2023), römisch-katholischer Geistlicher, Bischof von Gumaca
- Efren Reyes (* 1954), Poolbillardspieler
- Crisostomo Yalung (* 1953), katholischer Geistlicher, Altbischof von Antipolo